# Sport en Côte d'Ivoire
Le Sport en Côte d'Ivoire, marqué par la diversité des disciplines pratiquées mais aussi par la domination du football, a connu une émergence véritable durant l'époque coloniale. Les sports d'origines locales qualifiés également de sports traditionnels tels les courses en pirogues ou la lutte ont précédé ceux dits modernes tels le football, le basket-ball, le tennis qui se sont progressivement implantés avec l'avènement de l'indépendance. Lorsque les européens font entrer les sports dits modernes dans les colonies, ils sont d'abord réservés aux européens. Mais grâce à leur persévérance, les Africains réussissent à trouver une place dans ces nouveaux jeux. Bien que des préoccupations plus urgentes aient été la priorité de l'État ivoirien durant les premières périodes de l'indépendance nationale, peu à peu, le sport a repris une place plus importante dans la vie du pays sous l'impulsion d'abord des pouvoirs publics puis des associations sportives. L'impact du fait sportif est ressenti dans des domaines aussi divers que variés tels la santé, l'éducation, le développement technologique, le commerce ou encore les relations humaines. Ainsi, sans être au cœur de la stratégie du développement en Côte d'Ivoire, le sport n'en demeure pas moins une composante importante.

## Historique

### Sports dans la société traditionnelle Ivoirienne
Depuis des millénaires, la société traditionnelle ivoirienne a pratiqué dans ses différentes composantes divers sports. Des sports de combat se manifestant sous la forme d'une variété de lutte, des sports nautiques parmi lesquels les plus connus sont la natation et les courses à pirogues ou encore l'athlétisme s'agissant des courses de vitesse.
Avant donc la colonisation, les Ivoiriens connaissaient le sport. Il se présentait soit sous forme de jeu, soit de danse. Ainsi, il y avait le jeu de lutte qui était en ce temps-là, l'activité la plus répandue. La lutte se faisait le plus souvent lors de la fête des ignames, pour remercier les divinités d'avoir nourri tout le village. Aucune organisation particulière n'était requise. Celui qui se sentait courageux et avait la volonté pouvait entrer dans la compétition. La lutte se pratiquait le plus souvent la nuit et les villageois pouvaient ainsi rester debout toute la nuit pour y assister. Le vainqueur en sortait non seulement honoré, mais il honorait par la même occasion, toute sa communauté.
Parmi les grands noms de lutteurs, retenons Klibo, Houisin, Bah Gaston, de Man et Danané.
Les régates, la pêche  et les courses de pirogues étaient les sports privilégiés dans les régions fluviales ou côtières.
La danse, en particulier dans la zone de M'Bengue, faisait également partie des sports traditionnels ivoiriens. Les danses comme le Djembé, le Balafon, le Djébôlôgô étaient pratiquées à l'occasion de mariages et de fêtes.
Ces sports en général étaient pratiqués dans la deuxième partie de l'année, celle de la saison sèche. C'est cette période qui était réservée aux loisirs. Dans tous ces sports traditionnels, on retrouvait toujours la dimension mystique, qui surpassait toujours le simple fait ludique. De même, la société ne permettait pas à la femme d'y participer.

### Introduction des disciplines sportives modernes en Côte d'Ivoire
C'est au début du XXe siècle que l'occident fait entrer le sport en Afrique. Cela débuta par les Britanniques qui vinrent avec le soccer. En 1903, Briton, professeur de sport originaire de la Jamaïque, a été chargé par la couronne britannique d'enseigner le cricket aux élèves de la "Government School". Il décide alors de créer la première association Ghanéenne de football. C'est ainsi que les Nzima-Appolloniens venus en 1919 de la Gold Coast (actuel Ghana)révèlent ce sport aux Ivoiriens. Le football devient donc l’un des premiers sports modernes à être introduit en Côte d’Ivoire. Simple à pratiquer, ce sport a été vite adopté par les Ivoiriens. Sa pratique débute dans les régions de Grand-Bassam, Bonoua et Grand-Lahou puis se propage progressivement dans tout le pays. Le ballon de cuir ou de latex étant encore un luxe pour les populations, une simple orange ou une simple balle de tennis ou même un chiffon auquel l'on donnait la forme ronde suffisaient à assurer le jeu.
La Côte d'Ivoire organise ses premières compétitions internes dès 1920. Elles opposent d'abord de jeunes employés vivant dans la ville de Grand-Bassam, ensuite, des élèves. Enfin, des équipes de football sont créées au sein des établissements d'enseignement primaire de Grand-Bassam, en 1925.
Bien que de nombreux Ivoiriens s'intéressent au sport, 98 % des sportifs pratiquants sont, jusqu'en 1950, des Européens. Les colonisateurs considérant ce sport comme leur chasse gardée. Les autochtones n'avaient jusqu'alors pas l'autorisation de le pratiquer, les Ivoiriens dans le milieu, n'étant pas pris au sérieux car considérés comme copiant les colons, à l'exception des pensionnaires des établissements laïques ou religieux. De petites équipes se créent et s'opposent entre elles. Peu à peu, le mouvement se propage et devient populaire. Les associations de football sont contraintes par les colons de n'intégrer que des européens, sous peine d'être exclues des subventions. Mais plus tard, des fédérations indigènes de football se créent. D'abord sous contrôle des colons, elles finiront par s'en débarrasser.
C'est après la grande guerre mondiale que les Ivoiriens prennent véritablement goût au sport avec sérieux.
Pendant la colonisation, le pays participe au tour préliminaire de la coupe du monde en 1930. Il a continué à participer mais irrégulièrement aux compétitions internationales jusque dans les années 1970 où il a adopté une certaine constance. La Fédération ivoirienne de football (FIF), créée cette même année, s’affilie à la FIFA, un an plus tard.
Aux lendemains de l’indépendance en Afrique, précisément dans les États de l’Afrique de l'Ouest, les dirigeants politiques Africains ont vu la nécessité de mettre le sport au service de la nation. La Côte d’Ivoire, pays membre de l’AOF, n’est pas restée en marge de cette vague. Les dirigeants politiques ont alors utilisé le sport comme vecteur de courage, de travail et d’abnégation. Le sport, en ce temps-là, permettrait donc de faire naître des citoyens conscients et solidaires du jeune état qui venait de voir le jour. L'engouement de la jeunesse ivoirienne en faveur du sport encourage le gouvernement ivoirien à en faire une de ses préoccupations.
À l'époque, le sport africain était déjà une affaire mystique. Le sorcier jouant un rôle primordial au sein des compétitions. On lui attribuait toutes le victoires, pour lesquelles, il fallait des préparations avec les forces occultes.

## Situation actuelle

### Disciplines sportives
La Côte d’Ivoire aujourd’hui enregistre une explosion de disciplines sportives. Le paysage sportif est en effet très riche. Le paysage sportif compte de nombreuses fédérations qui sont: le judo, le football, le handball, la basket-ball, le cyclisme, le rugby, l'athlétisme, le tae-kwon-do, la natation, les sports automobiles, les sports aériens, le tennis de table, le canoë-kayak, la boxe, etc. Voici quelques-unes d'entre elles avec de plus amples détails:

#### Le football

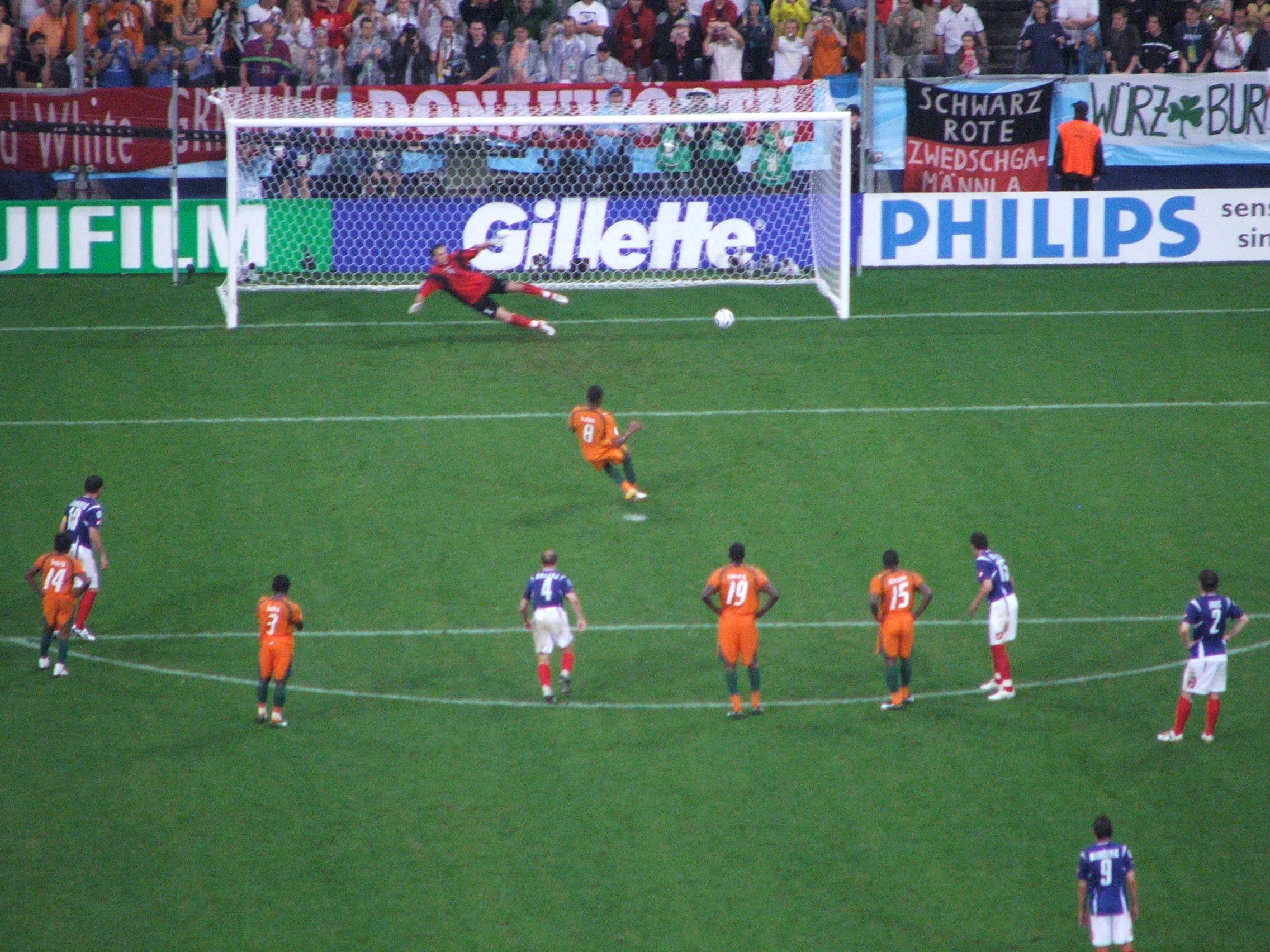
Bonaventure Kalou exécutant un pénalty

Comme dans la plupart des pays, il est le sport-roi du pays. Il est celui qui crée plus d'enthousiasme et de passion. Aucun autre sport ne crée autant d'ardeur chez les supporters. Chaque match prend l'apparence d'une fête. Les matchs de football font l'objet d'un tapage médiatique. Dans les quartiers, dans les cités universitaires, sur le gazon ou sur le goudron et même la terre rouge, on joue déjà au maracana. Le maracana est un match à petite échelle qui se joue le plus souvent entre amis.
Déjà, hors des grands stades et terrains de jeux, on apprend à manier le ballon rond. En Côte d'Ivoire, on commence donc à pratiquer le football depuis le jeune âge. Il existe des rencontres de toutes les catégories : minimes, cadets, juniors, seniors, etc. afin de permettre à tous de jouer à tout âge. Le natif de Côte d'Ivoire a joué avec de nombreux footballeurs de haut niveau qui ont évolué dans des championnats tels que la Liga espagnole et la Premier League anglaise.
La fédération de football est aussi celle qui comporte le plus grand nombre de clubs. Ce sport est tellement développé dans le pays que la plupart des professionnels évoluant à l'étranger ont créé des écoles de football. Ce sont des centres où les enfants viennent apprendre à jouer au football, en essayant de le concilier avec les études. En y inscrivant leurs enfants, les parents espèrent qu'ils seront un jour recrutés dans les grands clubs européens et qu'ils pourront être des stars à l'effigie de Didier Drogba, Arouna Kone et autres.
Il existe plusieurs compétitions de football en Côte d'Ivoire: championnat de Côte d'Ivoire de football, championnat de Côte d'Ivoire de football D3, championnat de football de Côte d'Ivoire division régionale, la coupe Félix Houphouët-Boigny, etc..
Du point de vue des infrastructures, la Côte d'Ivoire dispose de deux stades conventionnels répondant aux normes de la Confédération africaine de football(CAF) et de la Fédération Internationale de Football Association(FIFA). Ce sont: le stade Félix Houphouët-Boigny d'Abidjan et le stade municipal de Bouaké, qui ont été récemment rénovés à l'occasion de compétitions internationales. Il existe également des stades à petite échelle dans les villes.

#### Le basket-ball
Plusieurs clubs de basket-ball existent sur tout le territoire, qui se retrouvent au sein de la Fédération ivoirienne de basket-ball, créée en 1952.
Aujourd'hui, les Ivoiriens commencent de plus en plus à s'intéresser à ce sport qui est venu en Côte d'Ivoire avec la modernisation et son ouverture au monde. Ce sont surtout les lycéens qui sont intéressés par ce sport. C'est pourquoi, la plupart des clubs existant sont fréquentés par des adolescents.

#### Le volley-ball
Le volley-ball est également un sport pratiqué en Côte d'Ivoire. Surtout dans les lycées et collèges. Il existe deux équipes nationales: féminine et masculine. Chacune d'entre elles a remporté quelques médailles, notamment la médaille d'or pour l'équipe des hommes et celle d'argent pour les dames, lors des championnats d'Afrique pour les jeux olympiques.
Cependant, il fait partie des sports dits mineurs. Peu de gens le pratiquent et ses compétitions n'attirent pas trop de monde. On note aussi sa pauvreté en matière d'infrastructures, qui sont aujourd'hui non seulement insuffisants mais inadaptés. Le volley-ball accuse un retard qu'il lui faudra à tout prix rattraper.

#### Le golf
En Côte d'Ivoire, il existe trois terrains de golf (Abidjan, Yamoussoukro, San-Pédro. Ces parcours contiennent entre 9 et 18 trous. Aussi, chaque année, une compétition internationale est-elle organisée, dotée du trophée Félix Houphouët-Boigny.
Cependant, le golf est un sport pas trop répandu au sein de la population. Ses règles sont méconnues du large public qui se dit freiné par le coût élevé des équipements nécessaires à la pratique de ce sport.

#### Le rallye
La compétition la plus connue dans ce domaine est le rallye Bandama. Cette compétition rassemble chaque année de nombreuses personnes, étrangères comme nationales. Le parcours des concurrents sur les pistes permet d'égayer un peu les villages et les régions parcourues. Les populations se disposent donc pour l'occasion au bord des pistes de parcours pour acclamer et féliciter les concurrents.

#### Le handball
Ce sport a été importé dans notre pays vers 1958 par des européens maîtres d'éducation physique. La jeunesse ivoirienne l'a également adopté par la facilité du jeu. De ce jeu, se dégage une joie. L'une des premières compétitions de handball à laquelle la Côte d'Ivoire a participé furent les Jeux de la Communauté à Tananarive, en 1960. Le pays s'en est sorti honorablement à la troisième place.

#### Le judo
À ses débuts en Côte d'Ivoire, le judo n'intéressait que les européens. C'est Louis Guirandon N'Diaye, qui était à cette époque titulaire d'une ceinture noire 3e dan, qui le premier, s'est intéressé à ce sport. Aussi, a-t-il encouragé et poussé les africains à pratiquer le judo. C'est ainsi que vers 1955-1956, le judo commença à entrer dans la vie des Ivoiriens. Le judo a connu et connaît aujourd'hui encore, des périodes de haut et de bas. En 1961, la Côte d'Ivoire participa aux premiers Jeux de la Communauté. L'équipe nationale, qui avait pour capitaine Gaston Bagou, revint avec la médaille de bronze. Aux Jeux Africains de Brazzaville, Moussa DAO permet au pays d'obtenir la médaille d'or dans la catégorie des poids lourds. Aujourd'hui[Quand ?], les clubs sont devenus plus nombreux. Les pratiquants aussi. Le judo est devenu beaucoup plus développé qu'il y a des années en arrière. De nombreux enfants portent également un intérêt particulier à ce sport.

#### L'athlétisme
L'athlétisme fait partie des sports qui ont donné satisfaction à la Côte d'Ivoire. Il a en effet, connu de grands moments de gloire. De nombreux Ivoiriens gardent certainement des souvenirs de leur enfance, de Gabriel Tiacoh. On retient également le nom de Gaoussou Kone, qui a remporté la médaille d'or 100 et 200 m à Dakar, lors des Jeux de la Communauté en 1963, aux Jeux Africains de Brazzaville en 1965, aux Universiades de Tokyo, en 1964, finaliste en 100 m aux Jeux Olympiques de Tokyo en 1964.

### Organisation et fonctionnement

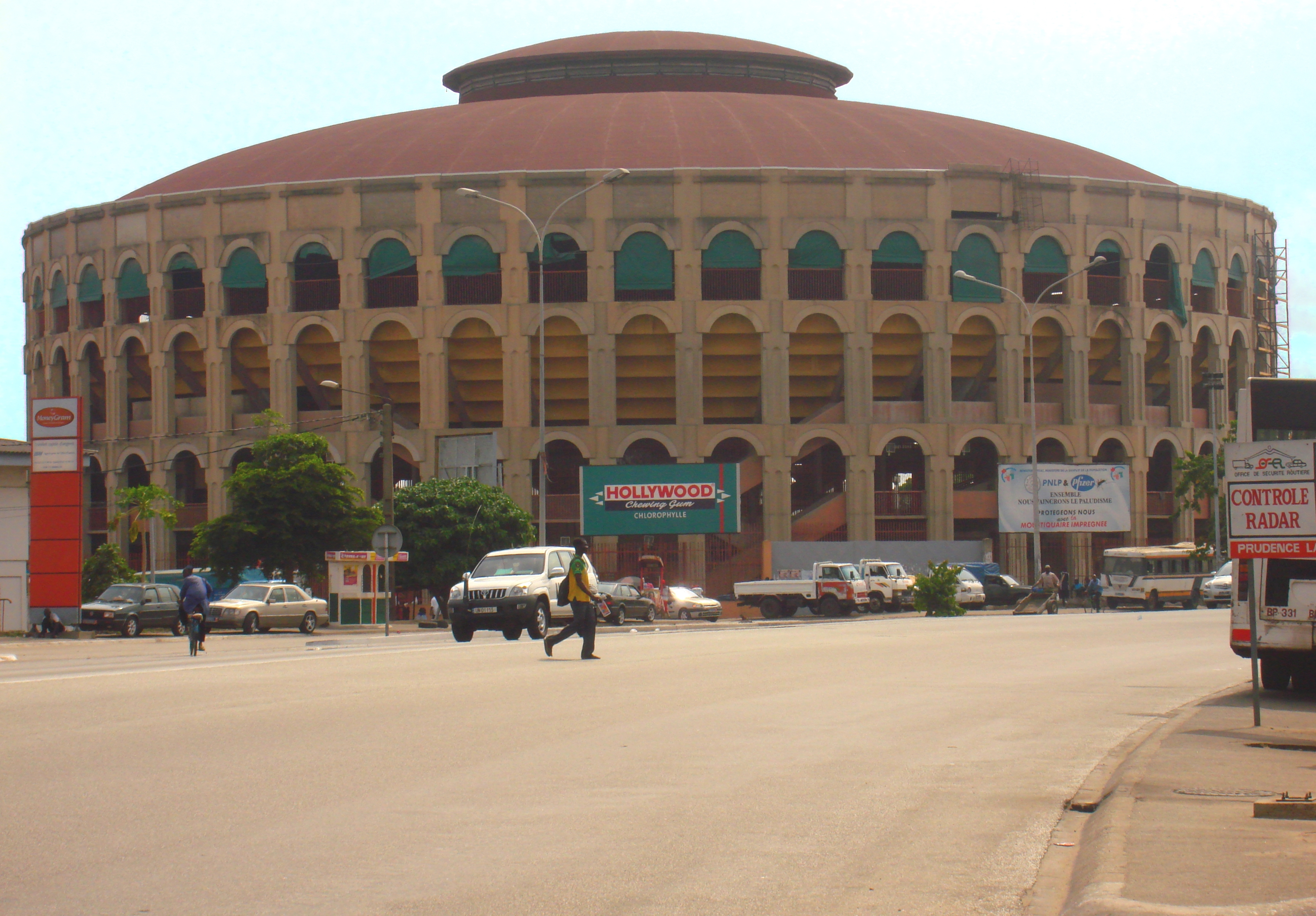
Palais des sports de Treichville (Abidjan)

Les disciplines ivoiriennes sont regroupées en fédérations.
Une fédération est un ensemble de clubs affiliés. Elle est dirigée par un président élu par les clubs pour un mandat déterminé, renouvelable. Les fédérations sont celles qui doivent concrètement travailler sur le terrain. Car elles sont responsables de la promotion du sport en Côte d'Ivoire. Elles doivent veiller non seulement à la performance des équipes lors des compétitions internationales, mais aussi à la moralisation du sport, au respect des règles établies dans le sport en matière de sport. En 1978, elles étaient seulement au nombre de 15. Aujourd'hui[Quand ?], elles sont largement plus nombreuses, avec chaque fois, de nouveaux sports naissant. Elles sont coiffées par des établissements publics nationaux : Institut National de la Jeunesse et des Sports (INJS), ayant à charge la formation des ressources humaines, l’Organisation Ivoirienne des Sports Scolaires et Universitaires (OISSU) ont le domaine est le sport universitaire et scolaire, l’Organisation Nationale des Sports (ONS) qui a à charge les infrastructures sportives).
Les différentes fédérations existant en Côte d'Ivoire sont : le football, le basketball, le handball, le tennis, le golf, la boxe, le cyclisme, le sport auto et moto, le tennis de table, la natation, le karaté-do, le sport-boule, le cyclisme, le taekwondo, l'athlétisme.
Le sport en Côte d’Ivoire s’appuie sur un système à moitié libéral. Dans ce système, les fédérations, les associations et les personnes morales du monde du sport dépendent du Ministère de la Jeunesse et des Sports qui est la tutelle. Mais il leur revient d’organiser des compétitions afin de favoriser la pratique du sport de masse et celle du sport d’élite, tous deux soutenus par l'État.
- Sport de masse : son objectif est de trouver et orienter les jeunes talents sportifs vers une pratique du sport pour tous. Le plus grand nombre doit en effet avoir accès au sport.

- Sport d’élite : son but est d'améliorer le niveau tactique et technique, pour atteindre la qualité au niveau de la représentation nationale.

Les compétitions se déroulent au sein de plusieurs divisions. Les clubs sont classés dans les divisions selon leurs performances. Chaque année, se déroulent des championnats régionaux ainsi qu’un championnat national. Pour leur fonctionnement, les fédérations, les clubs, etc. sont financés par eux-mêmes, les dirigeants, quelques sponsors et mécènes. Ils disposent également de différentes sources d’entrée d’argent :
- cotisations annuelles
- ventes de licences et demandes de transfert
- ventes de cartes de membres
- vente de gadgets aux couleurs des clubs
- quote-part des recettes versées aux fédérations, ligues et clubs sur les entrées payantes,
- subventions allouées aux fédérations

Les compétitions internationales sont subventionnées par l’État, pour une meilleure organisation.
Les fédérations sportives en Côte d'Ivoire reçoivent également de l'argent à travers le phénomène de sponsoring. Ainsi, les fédérations bénéficient des aides des grandes sociétés, des marques, des mécènes etc. À cet effet, la législation fiscale allège les impôts de ces entités ayant consenti aux libéralités et dons dans le domaine du sport. Cela se traduit par une réduction sur le BIC, le BNC.
Il y a également le phénomène de la parafiscalité. Il consiste pour l'État à prélever des taxes sur les produits dérivés du tabac. Cet argent est ensuite reversé aux fédérations sportives élues. Cette manne attribuée aux fédérations devrait en principe les aider dans leur fonctionnement. Elles qui se sont souvent plaint du manque de moyens financiers ainsi que de la répercussion de ce déficit d'argent sur les résultats.
Cette aide devrait être l'occasion pour elles d'enregistrer de meilleures performances. Mais au contraire, il semble que l'argent de la parafiscalité divise et handicape plutôt les fédérations. Car, elles sont encore plus sujettes à des crises à répétition. Et pourquoi ? Chacun veut contrôler l'argent. Ce qui pousse tout le monde à vouloir être à la tête des fédérations. Raison pour laquelle, les putschs se multiplient en leur sein.

## Le sport dans la société

### Questions techniques

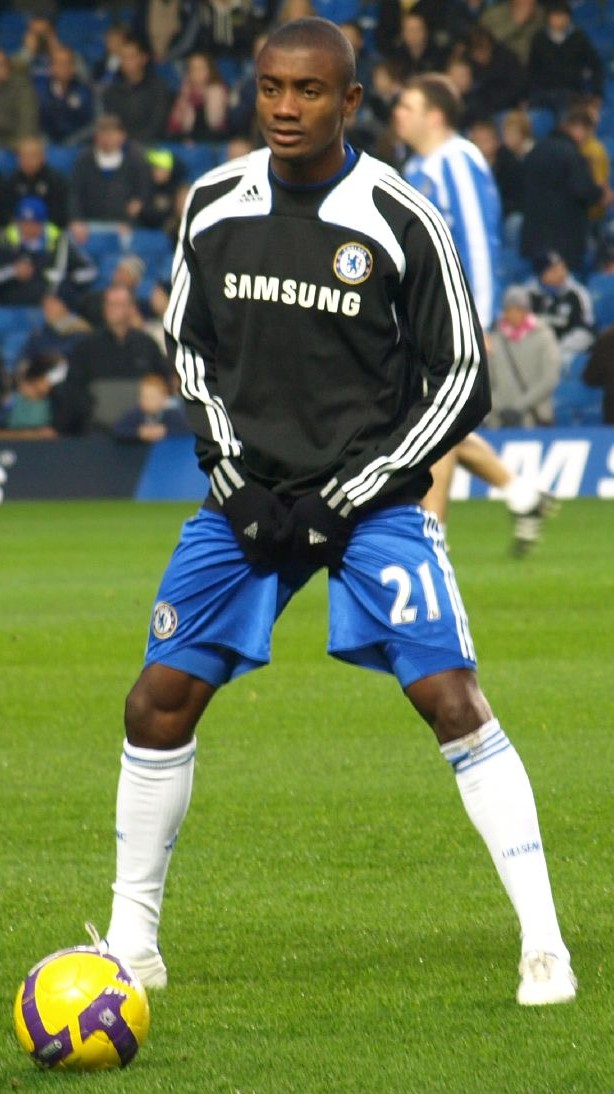
Salomon Kalou

Durant les deux dernières décennies, les Ivoiriens ont exporté leurs talents sportifs. Les compétitions sous-régionales ont souvent été l’occasion pour les sélectionneurs de repérer les jeunes talents. C'est pourquoi, les joueurs se donnent à fond durant ces compétitions afin de se faire remarquer. Dans ce domaine, ce sont surtout les footballeurs qui excellent. Ils sont nombreux à évoluer dans les clubs occidentaux. Notamment Didier Drogba, Salomon Kalou, Bonaventure Kalou, Bakari Koné, Aruna Dindane, Arouna Koné, qui jouent en tant que titulaires dans les clubs européens, et non des moindres : Chelsea FC, Liverpool FC. La professionnalisation est devenue une question presque cruciale pour tous les pratiquants du sport. Les jeunes footballeurs, basketteurs, handballeurs, etc. rêvent tous un jour d'être engagés dans une grande équipe occidentale. Ils sont non seulement à la recherche de meilleures techniques, de meilleures performances, mais aussi d'un meilleur salaire. Car, dit-on, les clubs occidentaux paient bien leurs joueurs.
Comme dans bon nombre de domaines, il arrive que les animateurs principaux du sport qui sont les sportifs veuillent à tout prix atteindre des résultats au-delà de leurs capacités physiques réelles. C'est en cela qu'il est fait recours au dopage. Le dopage, même s'il n'a pas de définition universelle, peut se traduire comme le fait d'utiliser consciemment lors des compétitions, des produits aidant le corps humain à se surpasser afin de multiplier ses performances physiques. La réelle motivation étant de réaliser des prouesses afin d'amasser beaucoup plus d'argent. Dernièrement[Quand ?], plusieurs sportifs ont été accusés de dopage. Mais en Côte d'Ivoire, jusqu'à présent, ce cas n'a pas encore été signalé.

### Questions de société
Le sport n’est pas qu'un simple jeu. Il joue un rôle dans bien de domaines de la société d'aujourd'hui. Le sport en Côte d'Ivoire, n'est pas isolé, seul quelque part dans la société. Au contraire, il entretient des rapports avec les questions sociales importantes. On peut même dire qu'il les influence. Ainsi, on peut établir des relations entre :
Sport et santé : en Côte d’Ivoire ; la médecine sportive et préventive s’est développée assez rapidement. Dès les années 1975 en effet, à l’initiative de M. Constant Leroux, aujourd’hui professeur agrégé de médecine, on a assisté à la création de l'Association Ivoirienne de Médecine du sport (AIMS). C’est une organisation non gouvernementale regroupant toutes les personnes intéressées par la médecine du sport. À côté de cela, des structures gouvernementales se sont mises en place dans les années 1980. C’est le cas du Centre National de Médecine du Sport (CNMS) de l’Institut National de la Jeunesse et du Sport (INJS) d’Abidjan.

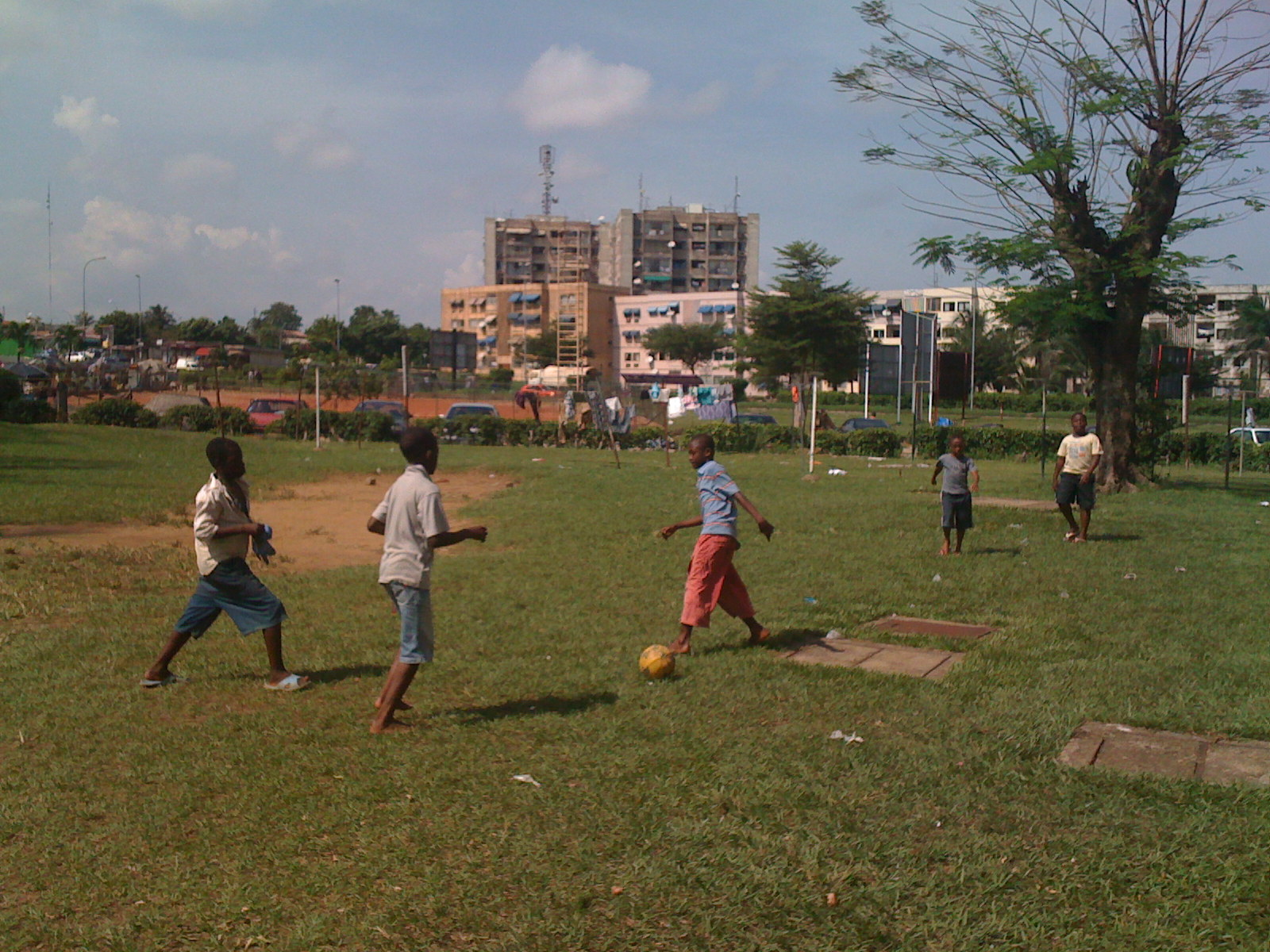
Enfants jouant au football dans un quartier d'Abidjan

Sport et éducation : Le sport n'est pas oublié dans le système de l'éducation nationale. En effet, plusieurs disciplines sont enseignées dans les écoles primaires et secondaires de Côte d'Ivoire. La matière qui s'appelle Éducation Physique et Sportive (EPS), est enseignée par des professeurs, des maîtres et maîtresses de sport, qualifiés. Pour lui accorder tout le sérieux qu'elle mérite, elle est prise en compte dans le calcul de la moyenne générale.
Dans les écoles, en moyenne quatre heures dans la semaine sont consacrées par chaque classe pour les cours d'EPS. Les élèves ont même la possibilité d'évoluer dans une équipe d'une discipline de leur choix, au sein de l'école. C'est donc un grand rôle que ces enseignants, qui ont la responsabilité de donner aux enfants, le goût du sport, jouent. C'est à eux de faire pousser ces graines sportives afin qu'elles deviennent un jour, de grands arbres, des gloires.
Le sport à l'école est une chose qui est importante aux yeux des autorités compétentes au point où, une institution qui s'en occupe sur le plan national est mise en place. Il s'agit de l'Office Ivoirien du Sport Scolaire et Universitaire(OISSU).
Créé par un décret en 1962, l'OISSU est un organisme qui encadre les jeunes pousses sportives ivoiriennes. En effet, il existe des associations sportives dans les établissements scolaires du pays, qu'ils soient étatiques ou non. Chaque année, l'OISSU s'occupe d'organiser des rencontres entre elles, au niveau des écoles communales, préfectorales, sous-préfectorales, régionales et nationales. À ce niveau encore, ce sont les enseignants d'éducation physique qui sont tenus de jouer le rôle d'encadreurs, en consacrant quelques heures de leur emploi du temps hebdomadaire. Cet organisme permet donc de préparer la relève sportive du pays. Car, disons-le, ce sont ces jeunes sportifs qui pour la plupart, se perfectionnent et deviennent de grands athlètes plus tard,.
Sport et médias: le sport aujourd'hui, ne peut se dissocier des médias. Des émissions sportives pullulent à travers le monde. Les compétitions sont retransmises et focalisent la population devant le petit ou le grand écran. Ces émissions sportives rassemblent le grand public, jeune ou vieux. Les compétitions sont précédées de spots publicitaires qui les annoncent. Après les compétitions, ce sont encore les médias qui prennent le relai par des émissions de critique. Là, les différents experts ont toute la latitude d'émettre leurs avis et de faire le bilan des différentes rencontres qui ont eu lieu.
En Côte d'Ivoire, les actions sportives ont été un facteur rassembleur. Encore plus lorsqu'elles ont été relayées par la presse. En effet, tous les Ivoiriens se  retrouvent autour de leurs équipes nationales. Le rôle que jouent les médias est très important dans la mesure où ils diffusent. Ce qui permet de créer un rassemblement autour de l'évènement.

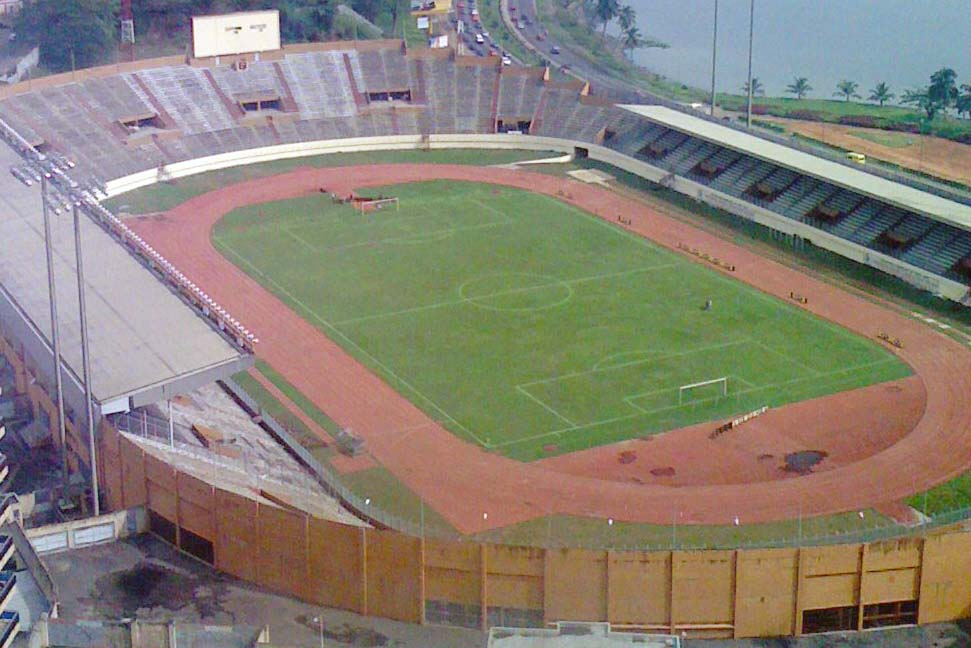
Stade Félix Houphouët-Boigny

Sport et économie: Le sport en Côte d'Ivoire a pris l'allure d'une véritable industrie et a sans doute son rôle à jouer dans l'économie du pays. Le sport est devenu une entreprise de spectacle, de par les prestations qu'il livre au public. Des millions de personnes se pressent pour vivre les émotions qu'il procure. L'exemple le plus frappant est le football.
Cependant, de plus en plus, les sports dits mineurs tels que le tennis, le golf etc. drainent de plus en plus de monde. À tel point que, chaque fédération établit un baromètre de ses recettes, ce qui lui permet de vérifier en même temps sa popularité auprès du public.
Autour du sport, se développe un gigantesque business pour la plupart étranger. On a ainsi, des industries de chaussures de sport, d'équipements sportifs(maillots, salles de sports...)
Aujourd'hui, on peut dire qu'un des meilleurs moyens pour faire connaître un produit est le sport. En effet, c'est autour des évènements sportifs que les sociétés lancent leurs produits, même s'ils n'ont parfois rien à voir avec l'activité sportive. L'activité littéraire n'est pas en reste du sport. En effet, plusieurs livres sur le sport sont de plus en plus édités.
Autour du jeu lui-même; se crée une professionnalisation. On a besoin de soigneurs, d'arbitres, de managers, d'impressarios, etc..